# فيلكس كورا جونيور
فيلكس كورا جونيور (بالإنجليزية: Felix Cora, Jr.)‏ من مواليد 1980، هو ملاكم محترف أمريكي.

## المسيرة الاحترافية
من نزالاته:
- خسر أمام مات غودفري بالضربة الفنية القاضية (2007/04/06).
- انتصر على دارنيل ويلسون (2006/03/24).

## إحصائيات
خاض خلال مسيرته 33 نزالا، فاز في 25 وتعادل في 2 وخسر في 6. فاز بالضربة القاضية في 14 نزالا.

## روابط خارجية
- فيلكس كورا جونيور على موقع بوكس ريك (الإنجليزية) (registration required)